# Space Development Agency
Die Space Development Agency (SDA) ist eine US-amerikanische Behörde, die für die Entwicklung und Bereitstellung fortschrittlicher Technologien und Systemen im Bereich der Raumfahrt verantwortlich ist. Die SDA wurde 2019 gegründet und hat ihren Hauptsitz in Arlington, Virginia. Die Behörde gehört zur United States Space Force.

## Geschichte
Die Behörde wurde am 12. März 2019 von Michael Griffin gegründet, nachdem er von Donald Trump zum Unterstaatssekretär für Verteidigung (Under Secretary of Defense for Research and Engineering) ernannt worden war. Neben Hyperschallwaffen wird in dem Memorandum zur Gründung der SDA auch eine neue Weltraumarchitektur gefordert, die eine einheitliche Führung und Kontrolle durch ein bereichsübergreifendes, mit künstlicher Intelligenz ausgestattetes Netzwerk ermöglicht.
Die SDA vergab erste Aufträge im August 2020. Lockheed Martin erhielt 188 Mio. USD und York Space Systems 94 Mio. USD für den Bau von jeweils 10 Satelliten für die neue militärische Kommunikationssatellitenkonstellation Transport Layer. Im Oktober 2020 beauftragte die SDA SpaceX und L3Harris Technologies mit der Entwicklung einer militärischen Version des Starlink-Satellitenbusses, die später Starshield genannt wurde.

## Aufgaben und Ziele
Die Hauptaufgabe der Space Development Agency besteht darin, die Raumfahrttechnologien der Vereinigten Staaten zu verbessern und die Sicherheit und Effizienz der Raumfahrtinfrastruktur des Landes zu stärken. Die SDA arbeitet mit anderen staatlichen Behörden, der Industrie und der akademischen Gemeinschaft zusammen, um fortschrittliche Technologien und Systeme zu entwickeln und zu implementieren.
Zu den Hauptzielen der Space Development Agency gehören:
- Die Förderung von Innovationen in der Raumfahrttechnologie, um die Fähigkeiten der Vereinigten Staaten im Weltraum zu erweitern.
- Die Entwicklung von fortschrittlichen Satelliten, Sensoren und anderen Raumfahrttechnologien, die eine präzisere Überwachung und Kommunikation ermöglichen.
- Die Stärkung der Widerstandsfähigkeit der Raumfahrtinfrastruktur gegenüber Bedrohungen wie Weltraumschrott und feindlichen Angriffen.
- Die Verbesserung der Koordination und Integration von Raumfahrtaktivitäten zwischen den verschiedenen staatlichen Behörden und Organisationen.

## Struktur
Die Space Development Agency wird von einem Direktor geleitet, der von der Regierung der Vereinigten Staaten ernannt wird. Der Direktor ist für die Leitung und Umsetzung der Ziele und Programme der SDA verantwortlich.
Die Behörde ist in verschiedene Büros und Abteilungen unterteilt, die sich mit spezifischen Aspekten der Raumfahrttechnologie befassen. Dazu gehören Büros für Satellitenentwicklung, Kommunikationstechnologien, Sensorik und Weltraumüberwachung.

## Programme
Die Space Development Agency hat eine Reihe von Programmen und Initiativen gestartet, um ihre Ziele zu erreichen. Einige der Hauptprogramme der SDA umfassen:
- Transport Layer – Ein Netzwerk von Satelliten, das eine sichere und zuverlässige Kommunikation im Weltraum ermöglichen soll. Das Transport Layer wird die Grundlage für andere Raumfahrtaktivitäten der SDA bilden.
- Tracking Layer – Ein System von Sensoren und Satelliten, das eine präzise Überwachung von Weltraumschrott und potenziellen Bedrohungen im Weltraum ermöglicht.
- National Defense Space Architecture – Ein umfassendes Konzept zur Verbesserung der Verteidigungsfähigkeiten der Vereinigten Staaten im Weltraum.

## Kritik
Die Space Development Agency wurde insbesondere hinsichtlich ihrer Finanzierung und ihres organisatorischen Aufbaus kritisiert. Einige Kritiker äußerten die Ansicht, die Behörde sei zu schnell gegründet worden und könne möglicherweise ihre Ziele nicht effektiv erreichen. Darüber hinaus wurden Bedenken hinsichtlich der Zusammenarbeit der SDA mit anderen Raumfahrtorganisationen und der Koordinierung ihrer Aktivitäten geäußert.